# Herman Johan Foss Reimers
Herman Johan Foss Reimers, född 15 september 1843 i Bergen, död 7 februari 1928, var en norsk jurist och politiker. 
Reimers blev juris kandidat 1867, anställdes 1869 i finansdepartementet, där han avancerade till byråchef 1878 och till expeditionssekreterare 1880. Reimers, som var strängt konservativ, var finansminister i Christian Homann Schweigaards kortvariga regering (tiden 3 april till 26 juni 1884), varefter han den 13 oktober samma år utnämndes till høyesterettsassessor, ett ämbete, i vilket han verkade, tills han den 1 oktober 1918 tog avsked. 
Under perioden 1889–91 var Reimers stortingsrepresentant for Risør och var 1887–92 medlem av Kristianias kommunalstyrelse. Åren 1872–78 var han medlem av Morgenbladets redaktion och medverkade även senare i pressen. Åren 1876–84 var han sekreterare i Selskapet for Norges vel, i vars representantskap han därefter fick säte.